# Воинские звания и знаки различия Императорской армии Японии

Американский плакат времён Второй мировой войны с изображением униформы и знаков различия Императорской армии Японии

Ниже приведены воинские звания и знаки различия Императорской армии Японии, использовавшиеся в армии с момента её образования в 1868 году и вплоть до расформирования в 1945 году в связи с капитуляцией Японии во Второй мировой войне.
Наименования офицерских званий были одинаковыми как в Императорской армии, так и в Императорском флоте за важным исключением: в армейском наименовании звании встречалось слово «рикугун» (армия), а во флотском — «кайгун» (флот). Таким образом, капитан 1-го ранга (кайгун тайса) был равен полковнику сухопутных войск (рикугун тайса).

## Эпохи Мэйдзи и Тайсё
Ниже приводятся воинские звания и знаки различия офицеров Императорской армии Японии эпохи Мэйдзи, существовавшие в 1886 году (19-й год эпохи Мэйдзи), времён русско-японской войны (37-й год эпохи Мэйдзи) и первой половины эпохи Тайсё.
| Группа званий                        | Генералы (яп. 将官) Сёкан | Генералы (яп. 将官) Сёкан | Генералы (яп. 将官) Сёкан | Штаб-офицеры (яп. 佐官) Сакан | Штаб-офицеры (яп. 佐官) Сакан | Штаб-офицеры (яп. 佐官) Сакан | Обер-офицеры (яп. 尉官) Икан | Обер-офицеры (яп. 尉官) Икан | Обер-офицеры (яп. 尉官) Икан | Средние чины (яп. 准士官) Дзюнсикан |
| ------------------------------------ | ------------------------- | ------------------------- | ------------------------- | ----------------------------- | ----------------------------- | ----------------------------- | ---------------------------- | ---------------------------- | ---------------------------- | ----------------------------------- |
| Нарукавные нашивки (1868–1904)       |                           |                           |                           |                               |                               |                               |                              |                              |                              |                                     |
| Нарукавные нашивки (1904-1911)       |                           |                           |                           |                               |                               |                               |                              |                              |                              |                                     |
| Погоны (1911-1920)                   |                           |                           |                           |                               |                               |                               |                              |                              |                              |                                     |
| Звания:                              | 陸軍大将 рикугун тайсё:   | 陸軍中将 рикугун тю:дзё:  | 陸軍少将 рикугун сё:сё    | 陸軍大佐 рикугун тайса        | 陸軍中佐 рикугун тю:са        | 陸軍少佐 рикугун сё:са        | 陸軍大尉 рикугун тайи        | 陸軍中尉 рикугун тю:и        | 陸軍少尉 рикугун сё:и        | 准尉 дзюнъи                         |
| Перевод на русский                   | Старший генерал           | Генерал                   | Младший генерал           | Старший штаб-офицер армии     | Штаб-офицер армии             | Младший штаб-офицер армии     | Старший обер-офицер армии    | Обер-офицер армии            | Младший обер-офицер армии    | Самый младший обер-офицер           |
| Аналог в Русской Императорской Армии | Генерал рода войск        | Генерал-лейтенант         | Генерал-майор             | Полковник                     | Подполковник                  | Майор                         | Капитан                      | Поручик                      | Подпоручик                   | Прапорщик                           |

### Солдаты
| Группа званий                        | Унтер-офицеры         | Унтер-офицеры                      | Унтер-офицеры                  | Солдаты           | Солдаты            | Солдаты            |
| ------------------------------------ | --------------------- | ---------------------------------- | ------------------------------ | ----------------- | ------------------ | ------------------ |
| Нарукавные нашивки (1868–1904)       |                       |                                    |                                |                   |                    |                    |
| Нарукавные нашивки (1904-1911)       |                       |                                    |                                |                   |                    |                    |
| Звания:                              | 曹長 со:тё:           | 一等軍曹 итто:гунсо:               | 二等軍曹 нито:гунсо:           | 上等兵 дзё:то:хэй | 一等兵 итто:хэй    | 二等兵 нито:хэй    |
| Перевод на русский                   | Взводный унтер-офицер | Помощник взводного 1-го класса     | Помощник взводного 2-го класса | Старший солдат    | Солдат 1-го класса | Солдат 2-го класса |
| Аналог в Русской Императорской Армии | Подпрапорщик          | Фельдфебель / Старший унтер-офицер | Младший унтер-офицер           | Рядовой           | Рядовой            | Рядовой            |

Вариант кокарды Императорской армии Японии
Вариант кокарды Императорской армии Японии

## Вторая мировая война
Ниже приводятся воинские звания и знаки различия офицеров и солдат Императорской армии Японии, использовавшиеся с 1911 по 1945 годы (последний год эпохи Мэйдзи, вся эпоха Тайсё и эпоха Сёва вплоть до конца Второй мировой войны).

### Генералы
| Группа званий                                                             | Император (яп. 天皇) Тэнно                                     | Генералы (яп. 将官) Сёкан                                      | Генералы (яп. 将官) Сёкан                                      | Генералы (яп. 将官) Сёкан | Генералы (яп. 将官) Сёкан | Генералы (яп. 将官) Сёкан         |
| ------------------------------------------------------------------------- | -------------------------------------------------------------- | -------------------------------------------------------------- | -------------------------------------------------------------- | ------------------------- | ------------------------- | --------------------------------- |
| Наименование на японском                                                  | 大元帥 дай-гэнсуй или 大元帥陸軍大将 дай-гэнсуй рикугун тайсё: | 陸軍元帥 рикугун гэнсуй или 元帥陸軍大将 гэнсуй рикугун тайсё: | 陸軍元帥 рикугун гэнсуй или 元帥陸軍大将 гэнсуй рикугун тайсё: | 陸軍大将 рикугун тайсё:   | 陸軍中将 рикугун тю:дзё:  | 陸軍少将 рикугун сё:сё:           |
| Перевод на русский                                                        | Старший генерал и верховный маршал                             | Старший генерал и фельдмаршал                                  | Старший генерал и фельдмаршал                                  | Старший генерал           | Генерал                   | Младший генерал                   |
| Аналог в РККА                                                             | Генералиссимус Советского Союза                                | Маршал Советского Союза                                        | Маршал Советского Союза                                        | Генерал армии             | Генерал-полковник         | Генерал-лейтенант / Генерал-майор |
| Петлицы образца 1938 года (13-й год эпохи Сёва)                           | -                                                              |                                                                | Нагрудный знак в дополнение к знакам различия рикугун тайсё:   |                           |                           |                                   |
| Петлицы образца 1943 года (форма Тип-98, 1938—1945) (18-й год эпохи Сёва) |                                                                |                                                                | Нагрудный знак в дополнение к знакам различия рикугун тайсё:   |                           |                           |                                   |
| Контрпогоны (форма Тип-90, 1930—1945)                                     |                                                                |                                                                | Нагрудный знак в дополнение к знакам различия рикугун тайсё:   |                           |                           |                                   |
| Нарукавные нашивки (форма Тип-3, 1943—1945)                               | -                                                              |                                                                | Нагрудный знак в дополнение к знакам различия рикугун тайсё:   |                           |                           |                                   |

### Офицеры
| Группа званий                                                             | Штаб-офицеры (яп. 佐官) Сакан | Штаб-офицеры (яп. 佐官) Сакан | Штаб-офицеры (яп. 佐官) Сакан | Обер-офицеры (яп. 尉官) Икан | Обер-офицеры (яп. 尉官) Икан | Обер-офицеры (яп. 尉官) Икан | Средние чины (яп. 准士官) Дзюнсикан |
| ------------------------------------------------------------------------- | ----------------------------- | ----------------------------- | ----------------------------- | ---------------------------- | ---------------------------- | ---------------------------- | ----------------------------------- |
| Наименование на японском                                                  | 陸軍大佐 рикугун тайса        | 陸軍中佐 рикугун тю:са        | 陸軍少佐 рикугун сё:са        | 陸軍大尉 рикугун тайи        | 陸軍中尉 рикугун тю:и        | 陸軍少尉 рикугун сё:и        | 准尉 дзюнъи                         |
| Перевод на русский                                                        | Старший штаб-офицер армии     | Штаб-офицер армии             | Младший штаб-офицер армии     | Старший обер-офицер армии    | Обер-офицер армии            | Младший обер-офицер армии    | Самый младший обер-офицер           |
| Аналог в РККА                                                             | Полковник                     | Подполковник                  | Майор                         | Капитан                      | Старший лейтенант            | Лейтенант                    | Младший лейтенант                   |
| Петлицы образца 1938 года (13-й год эпохи Сёва)                           |                               |                               |                               |                              |                              |                              |                                     |
| Петлицы образца 1943 года (форма Тип-98, 1938—1945) (18-й год эпохи Сёва) |                               |                               |                               |                              |                              |                              |                                     |
| Контрпогоны (форма Тип-90, 1930—1945)                                     |                               |                               |                               |                              |                              |                              |                                     |
| Нарукавные нашивки (форма Тип-3, 1943—1945)                               |                               |                               |                               |                              |                              |                              |                                     |

### Солдаты
| Группа званий                                                             | Сержанты (унтер-офицеры) | Сержанты (унтер-офицеры)  | Сержанты (унтер-офицеры) | Сержанты (унтер-офицеры) | Солдаты (рядовые) | Солдаты (рядовые)  | Солдаты (рядовые)  |
| ------------------------------------------------------------------------- | ------------------------ | ------------------------- | ------------------------ | ------------------------ | ----------------- | ------------------ | ------------------ |
| Наименование на японском                                                  | 曹長 со:тё:              | 軍曹 гунсо:               | 伍長 готё:               | 兵長 хэйтё:              | 上等兵 дзё:то:хэй | 一等兵 итто:хэй    | 二等兵 нито:хэй    |
| Перевод на русский                                                        | Взводный унтер-офицер    | Помощник взводного        | Отдельный унтер-офицер   | Унтер-офицер солдат      | Старший солдат    | Солдат 1-го класса | Солдат 2-го класса |
| Аналог в РККА                                                             | Старшина                 | Старший сержант / Сержант | Младший сержант          | Ефрейтор                 | Красноармеец      | Красноармеец       | Красноармеец       |
| Петлицы образца 1943 года (форма Тип-98, 1938—1945) (18-й год эпохи Сёва) |                          |                           |                          |                          |                   |                    |                    |
| Контрпогоны (форма Тип-90, 1930—1945)                                     |                          |                           |                          |                          |                   |                    |                    |

Новые знаки различия были утверждены в 1938 году.

Нарукавная нашивка старшего солдата на должности отдельного унтер-офицера (готё: кинму дзё:то:хэй). Должность упразднена после введения звания унтер-офицер солдат.

## Рода войск
Обозначались нашивкой в виде буквы М над правым грудным карманом, которая меняла цвет в разных родах войск. Цвет петлиц и контрпогон (красный с золотыми просветами) был одинаковым для всех родов войск.
|  | Пехота              | Символизирует кровь             |                      |                                            |
|  | Кавалерия           | Символизирует степь             |                      |                                            |
|  | Артиллерия          | Символизирует дым пороха        |                      |                                            |
|  | Инженерные войска   | Символизирует землю             |                      |                                            |
|  | Транспортные войска | Символизирует море              |                      |                                            |
|  | Военная полиция     | Символизирует беспристрастность |                      |                                            |
|  | Авиация             | Символизирует небо              | Флаг пехотных полков | Флаг кавалерийских и артиллерийских полков |

## Комментарии
1. ↑  Здесь приводятся аналоги званий в Русской императорской армии
2. ↑  Здесь приводятся аналоги званий в РККА с 1940 по 1943 годы
3. ↑  Здесь приводятся аналоги званий в РККА с 1940 по 1943 годы
4. ↑  Здесь приводятся аналоги званий в РККА с 1940 по 1943 годы